# Xã Chief, Quận Mahnomen, Minnesota
Xã Chief (tiếng Anh: Chief Township) là một xã thuộc quận Mahnomen, tiểu bang Minnesota, Hoa Kỳ. Năm 2010, dân số của xã này là 96 người.